# División de Honor femenina de balonmano 2025-26
La División de Honor Élite femenina de balonmano 2025-26, denominada por motivos de patrocinio Liga Guerreras Iberdrola, es la 69.ª edición de la competición de liga de la máxima categoría femenina del balonmano en España.

## Sistema de competición
Como se aprobó en la Asamblea de la Real Federación Española de Balonmano en la temporada anterior esta temporada vuelve a contar con 14 equipos y dará comienzo el 30 de agosto de 2025.
Tras la fase regular, se disputará unas eliminatorias por el título y otras para evitar el descenso.

#### Liga regular
Los 14 participantes juegan una liga con formato tradicional, a doble partido, dos puntos por victoria, 1 por empate y 0 por partido perdido para conformar una tabla con el orden clasificatorio.
El último clasificado descenderá automáticamente.

#### Eliminatoria por el título
- lo jugarán los 8 primeros clasificados de la temporada regular.
- Se dividirán en cuartos de final, semifinales y final en una eliminatoria a ida y vuelta, donde el equipo que pase a la siguiente ronda será el que tenga mejor diferencia de goles.
- En caso de empate en la eliminatoria, se resuelve con una prórroga y tanda de siete metros al término del segundo encuentro.
- Los enfrentamientos de cuartos de final serán con base en la clasificación: así el primer clasificado se enfrentará al octavo (P1), el segundo clasificado al séptimo (P2), el tercer clasificado con el sexto (P3) y el cuarto con el quinto clasificado (P4). Los partidos tendrán el partido de ida en el campo del peor clasificado en la liga regular.
- La primera semifinal la juegan P1 contra P4 y la segunda semifinal P2 contra P3, con el factor cancha favorable al mejor clasificado en liga regular.
- La final se jugará al mejor de tres, donde el primer partido será en el campo del peor clasificado, el segundo en el campo del mejor clasificado y, en caso de que fuera necesario disputar un tercer partido sería en la cancha del equipo mejor clasificado.
- Los equipos eliminados en semifinales se enfrentarán en una eliminatoria para decidir el tercer y el cuarto puesto.
- Los equipos eliminados en cuartos se enfrentarán en dos eliminatorias para decidir los puestos del quinto al octavo.

#### Grupo por el descenso
- lo jugarán los equipos clasificados entre el puesto 10.º al 13.º
- Se juega bajo el sistema de liga a doble vuelta, en seis jornadas en total.
- Se arrastran los resultados de los partidos jugados entre sí.
- Descenderá el último clasificado del grupo por el descenso

## Equipos
Tras el cierre de la competición de la temporada anterior, Balonmano Zuazo y Gijón pierden la categoría y dos equipos de Lanzarote, el Zonzamas Plus Car Lanzarote y el Cicar Lanzarote jugarán en la élite
| Equipo                           | Localidad     | Estadio                                   |
| -------------------------------- | ------------- | ----------------------------------------- |
| Costa del Sol Málaga             | Málaga        | Pabellón José Luis Pérez Canca            |
| Super Amara Bera Bera            | San Sebastián | Polideportivo Municipal Bidebieta         |
| Caja Rural Aula Valladolid       | Valladolid    | Polideportivo Huerta del Rey              |
| Mecalia Atl. Guardés             | La Guardia    | Pabellón municipal de A Sangriña          |
| KH-7 BM Granollers               | Granollers    | Palacio de Deportes de Granollers         |
| atticgo Balonmano Elche          | Elche         | Pabellón Municipal Esperanza Lag          |
| Rocasa Gran Canaria              | Telde         | Pabellón Insular Antonio Moreno           |
| Conservas Orbe Zendal Bm Porriño | Porriño       | Pabellón Municipal de Porriño             |
| Replasa Beti-Onak                | Villava       | Polideportivo Municipal Hermanos Induráin |
| Elda Prestigio                   | Elda          | Pabellón Ciudad de Elda                   |
| Balonmano Morvedre               | Sagunto       | Pabellón René Marigil                     |
| Grafometal La Rioja              | Logroño       | Palacio de los Deportes de La Rioja       |
| Zonzamas Plus Car Lanzarote      | San Bartolomé | Pabellón Municipal de San Bartolomé       |
| Cicar Lanzarote                  | Arrecife      | Pabellón Municipal de Titerroy            |

## Clasificación

### Liga regular
| | Equipo                           | Puntos | J | G | E | P | GF | GC | DG |
| --- | -------------------------------- | ------ | - | - | - | - | -- | -- | -- |
| 1 | Mecalia Atl. Guardés             |        |   |   |   |   |    |    |    |
| 2 | Costa del Sol Málaga             |        |   |   |   |   |    |    |    |
| 3 | Super Amara Bera Bera            |        |   |   |   |   |    |    |    |
| 4 | Conservas Orbe Zendal BM Porriño |        |   |   |   |   |    |    |    |
| 5 | atticgo Balonmano Elche          |        |   |   |   |   |    |    |    |
| 6 | KH-7 BM Granollers               |        |   |   |   |   |    |    |    |
| 7 | Rocasa Gran Canaria              |        |   |   |   |   |    |    |    |
| 8 | Caja Rural Aula Valladolid       |        |   |   |   |   |    |    |    |
| 9 | Replasa Beti-Onak                |        |   |   |   |   |    |    |    |
| 10 | Elda Prestigio                   |        |   |   |   |   |    |    |    |
| 11 | Grafometal La Rioja              |        |   |   |   |   |    |    |    |
| 12 | Balonmano Morvedre               |        |   |   |   |   |    |    |    |
| 13 | Zonzamas Plus Car Lanzarote      |        |   |   |   |   |    |    |    |
| 14 | Cicar Lanzarote                  |        |   |   |   |   |    |    |    |
| Fuente: Federación Española de Balonmano: Clasificación de la División de Honor Femenina; actualización automática |                                  |        |   |   |   |   |    |    |    |